# Una notte con la regina
Una notte con la regina (A Royal Night Out) è un film del 2015 diretto da Julian Jarrold.

## Trama
Londra, 8 maggio 1945. È il giorno della vittoria degli Alleati contro la Germania nazista: re Giorgio VI si sta preparando al suo discorso via radio al popolo britannico dopo l'annuncio di Winston Churchill della vittoria del Regno Unito. Nel frattempo, a Buckingham Palace, le principesse Elizabeth (futura regina) e Margaret tentano di convincere i genitori a permettere loro di unirsi, in incognito, al popolo in festa nelle strade londinesi. La madre Elizabeth è contraria, ma il padre permette alle due figlie di recarsi al ballo che si terrà la sera stessa all'Hotel Ritz, a patto però di essere scortate da due guardie reali e di rientrare a casa all'una in punto.
Poco dopo essere arrivate all'hotel, però, Margaret riesce ad allontanarsi dalle guardie e si dirige verso il popolo festoso, finendo per perdersi in un autobus. Allora Elizabeth si lancia alla disperata ricerca della sorella in compagnia di Jack, un aviatore che ha disertato. Durante la ricerca, Elizabeth e Jack stringono un legame sempre più profondo, e lui le spiega che intende fuggire all'estero per evitare una dura condanna per aver disertato. Mentre partecipano a un ballo, Jack viene quasi arrestato e portato via, sennonché Elizabeth rivela la sua identità e chiede di lasciarlo andare. Rimasti soli, Jack accusa Elizabeth di avergli mentito per tutta la notte e avergli fatto fare una brutta figura, ma lei risponde che nessuno ha fatto caso a chi fosse, e che se Margaret non avesse insistito per uscire non avrebbe mai avuto modo di sentirsi normale, almeno per una volta, e la definisce la notte più straordinaria della sua vita. Jack accetta quindi che lei lo accompagni insieme alla ritrovata Margaret dalla propria madre.
Dopo la sosta, Margaret viene riaccompagnata a Buckingham Palace dalle due guardie, mentre Elizabeth chiede di andarci con Jack. Durante il tragitto, Elizabeth esprime il desiderio di vivere una vita più semplice e spensierata, ma sanno entrambi che non succederà mai. Elizabeth presenta Jack come amico ai suoi genitori, dicendo che si fermerà per fare colazione insieme a loro. Al termine, re Giorgio si congratula con Jack e chiede alla figlia di mantenere segreto quanto accaduto quella notte. Elizabeth ammette a Jack di credere che il futuro non appartenga solo ai nobili come lei, e lui promette di presentarsi alla Parata della Vittoria.
Arrivati alla Parata, e prima di dirsi addio, Elizabeth e Jack si promettono di tenersi stretti il ricordo di quella notte e si scambiano un bacio.

## Produzione
Il film, pur narrando una storia fantasiosa, prende spunto da una vicenda reale: infatti le principesse, che allora avevano 14 e 19 anni, la sera dell'8 maggio 1945 uscirono da Buckingham Palace intorno alle ventidue con un gruppo di sedici persone e vi fecero ritorno solo verso l'una di notte, dopo aver ballato la conga.
Sebbene ambientato a Londra, solo alcune scene (gli esterni di Buckingham Palace, il Mall e Trafalgar Square) sono state girate nella capitale britannica. La maggior parte del film è stata girata a Kingston upon Hull, mentre gli interni del palazzo reale sono stati ricreati a Chatsworth House nel Derbyshire e al castello di Belvoir nel Leicestershire e quelli dell'Hotel Ritz a Bruxelles, nel Grand Hotel Metropole.

## Colonna sonora
La colonna sonora, composta da Paul Englishby, con la collaborazione di Jeremy Holland-Smith, è stata pubblicata dall'etichetta Chester Music (sotto l'esclusiva licenza di Sony Classical) l'8 maggio 2015.
1. Princess Elizabeth (Opening Titles) – 2:23
2. Elizabeth Asks – 0:57
3. Yippee – 1:04
4. Mood Up – 0:49
5. The Ritz – 1:53
6. Looking for Margaret – 1:19
7. Chasing Margaret – 1:50
8. Trafalgar Square – 1:00
9. The Curzon Club – 1:47
10. Outside the Palace – 1:27
11. Bribing the Doorman – 1:11
12. Stan – 0:57
13. Margaret Is Drugged – 0:55
14. Blues – 1:48
15. Piccadilly Commando – 1:09
16. Jack vs. Raymond – 0:32
17. Tugboat – 1:02
18. Jack's Story – 2:41
19. Tuxedo Junction – 2:13
20. American Patrol – 1:53
21. Ask You – 1:16
22. Café in Paris – 2:00
23. The Kiss – 0:40
24. In the Mood – 2:04
25. Things Ain't What They Used to Be – 2:59

## Distribuzione
Il film è uscito nel Regno Unito l'8 maggio 2015, in occasione del 70º anniversario della vittoria inglese nella seconda guerra mondiale. In Italia invece è stato distribuito da Teodora Film il 7 aprile 2016, con il doppiaggio diretto da Fabrizia Castagnoli e l'adattamento dei dialoghi di Serena Paccagnella.

## Accoglienza
Sull'aggregatore Rotten Tomatoes il film detiene un indice di gradimento del 75%, con un voto medio di 5,80 su 10 basato su 76 recensioni. Il consenso generale afferma: «Innegabilmente leggero ma assolutamente incantevole, Una notte con la regina utilizza un'affascinante nota storica come trampolino di lancio per un divertente diversivo drammatico». Su Metacritic ottiene un punteggio di 58 su 100 basato su 17 recensioni, corrispondente a «recensioni miste o medie».